# Julian Schwinger
Julian Schwinger (anglès: Julian Seymour Schwinger)  (Nova York, 12 de febrer de 1918 - Los Angeles, 16 de juliol de 1994), o Julian Seymour Schwinger, fou un físic nord-americà guardonat amb el Premi Nobel de Física el 1965 juntament amb Richard Feynman i Sin-Itiro Tomonaga pel seu treball en electrodinàmica quàntica.

## Biografia
Va néixer a la ciutat de Nova York el 12 de febrer de 1918 i va estudiar al City College of New York. Inicià els seus estudis de física a la Universitat de Colúmbia, on es doctorà sota les ordres d'Isidor Isaac Rabi el 1939. Posteriorment entrà a treballar a la Universitat de Califòrnia al costat de Robert Oppenheimer i després fou designat professor a la Universitat de Purdue.
Havent supervisat més de setanta tesis doctorals Schwinger és conegut com un dels més prolífics assessors en física. Així quatre dels seus estudiants van guanyar posteriorment el Premi Nobel: Roy Glauber, Benjamin Roy Mottelson i Sheldon Glashow en física; i Walter Kohn en química.
El 1972 deixà Harvard per esdevenir professor de la Universitat de Califòrnia on va continuar amb els seus treballs fins a la seva mort ocorreguda el 16 de juliol de 1994 a Los Angeles.

## Recerca científica
Durant la Segona Guerra Mundial Schwinger va treballar al Laboratori de Radiació de l'Institut Tecnològic de Massachusetts donant el suport teòric per al desenvolupament del radar. Va intentar aplicar el seu coneixement com a físic nuclear als problemes d'enginyeria de l'electromagnetisme, aplicant el seu coneixement de la radiació a la física quàntica.
Després de la guerra Schwinger va deixar Purdue per entrar a formar part de la Universitat Harvard on va ensenyar des de 1945 fins al 1974. Durant aquest temps va desenvolupar el concepte de renormalització, que explicava l'efecte Lamb en el camp magnètic de l'electró. També va realitzar un acurat estudi de les partícules elementals, explicant com els neutrins poden aparèixer en múltiples varietats, associades amb els tipus de leptons, com l'electró i el muó.
El 1965 fou guardonat amb el Premi Nobel de Física, juntament amb el japonès Sin-Itiro Tomonaga i el nord-americà Richard Feynman, pels seus treballs fonamentals en electrodinàmica quàntica.

## Schwinger i Feynman
Schwinger va ser comparat ocasionalment amb un altre important físic de la seva generació, Richard Feynman. Schwinger tenia una forma més matemàtica de treballar en física, especialment en el camp de la teoria quàntica de camps. En canvi Feynman va ser més intuïtiu, discrepant de Schwinger sobre els diagrames de Feynman.